# Presquille (Louisiane)
Presquille est une census-designated place de la paroisse de Terrebonne, en Louisiane, aux États-Unis. 